# Slované
Slované jsou etnická a jazyková skupina Indoevropanů, hovořící slovanskými jazyky z větší rodiny balto-slovanských jazyků. Historicky obývají Eurasii od střední, jihovýchodní a východní Evropy až do severovýchodní Evropy, severní Asie (Sibiř) a střední Asie (zejména Kazachstán) a také západní Evropu (zejména východní Německo) a západní Asii (včetně Anatolie). Do historie výrazně poprvé vstoupili na počátku 6. století, kdy započala jejich expanze do velké části Evropy (střední, jihovýchodní a východní). V důsledku zejména pozdější imigrace existují velké slovanské diaspory v Severní Americe, zejména ve Spojených státech a Kanadě.
Slované obývají okolo poloviny území Evropy a jsou největší etnolingvistickou skupinou v Evropě, následovanou Germány a románskými národy. V dnešní době bývají Slované děleni na východní (Bělorusové, Rusové a Ukrajinci), západní (Češi, Lužičtí Srbové, Poláci, Slováci) a jižní (Bulhaři, Chorvati, Slovinci, Srbové, Bosňáci a Makedonci). Kromě toho existují uvnitř uvedených etnik skupiny, které jsou někdy považovány za samostatné národy, resp. jsou národy ve stavu zrodu a jejich etnicita je předmětem sporů (Černohorci, Gorani, Kašubové, Moravané, Pomaci, Rusíni, Slezané). V minulosti patřily mezi Slovany i kmeny zaniklé ve středověku, jako polabští a pobaltští Slované (a v jejich rámci další kmeny).
Slovanské národy mohou být dále děleny podle tradičního náboženství. Pravoslavné křesťanství je nejčastější a zahrnuje Bělorusy, Bulhary, Černohorce, Makedonce, Rusy, Rusíny, Srby a Ukrajince. Druhým nejběžnějším náboženstvím je římský katolicismus tradiční u Chorvatů, Čechů, Kašubů, Poláků, Slezanů, Slováků, Moravanů a Slovinců. Existují také významné protestantské menšiny, zejména mezi západními Slovany (Češi, Lužičtí Srbové, Slováci). Mezi jižními Slovany se v době osmanské nadvlády rozšířil islám, který vyznávají například Bosňáci, Pomaci (bulharští muslimové), Gorani a Torbešové.
Moderní slovanské národy a etnické skupiny se značně liší jak geneticky, tak kulturně, a vztahy mezi nimi – dokonce v rámci jednotlivých skupin – sahají od etnické solidarity až k vzájemnému nepřátelství.

## Etnonymum

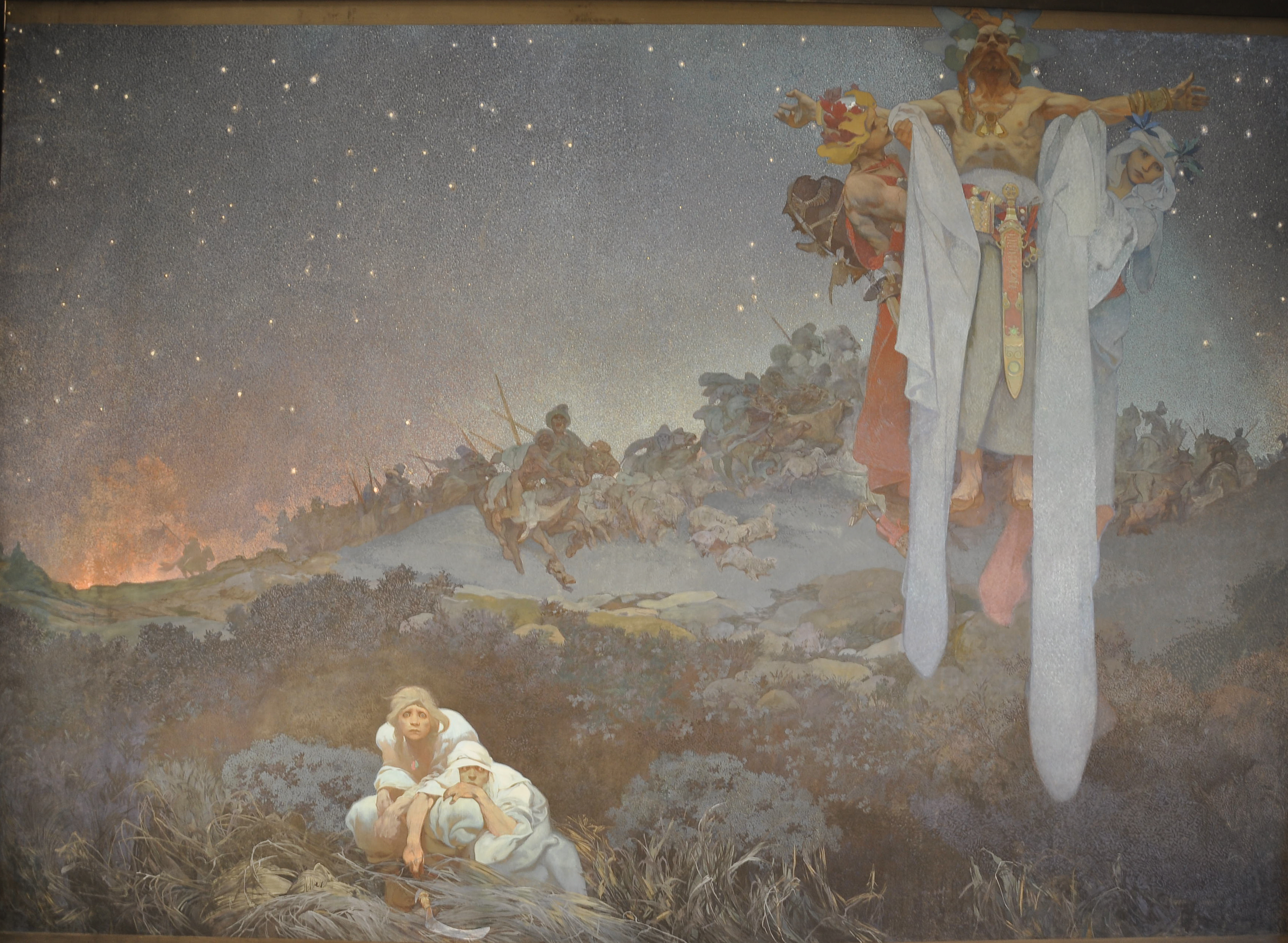
Slované v pravlasti (Alfons Mucha)

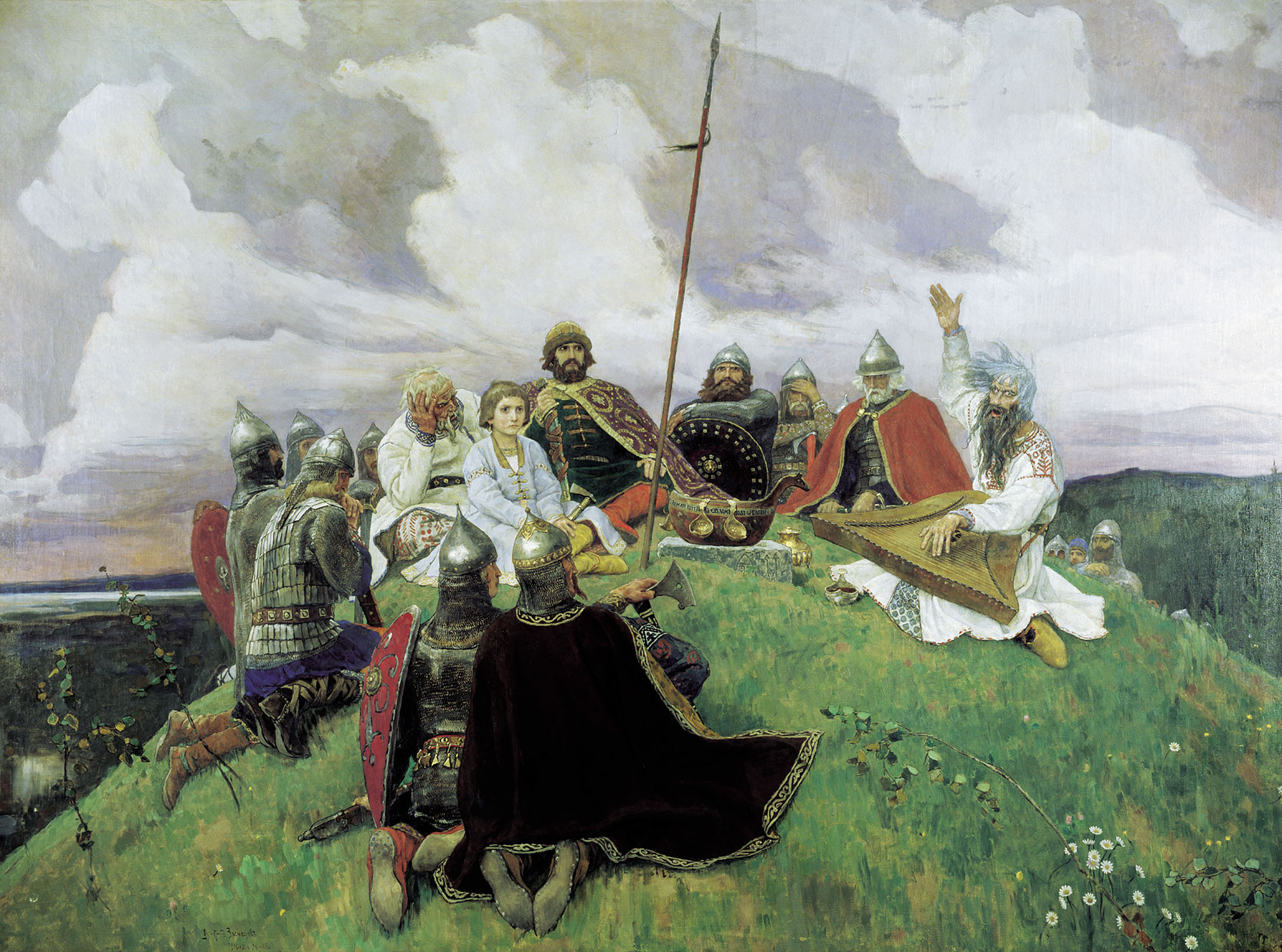
Legendární bard Bojan (Viktor Vasněcov)

Praslovanský výraz pro Slovana je rekonstruován jako *slověninъ, ale nemá jistou etymologii. Podle tradičního výkladu je spojen s výrazy jako slovo a slyšet a Slovan tak znamená „kdo srozumitelně mluví“ či „kdo slyší, rozumí“. S tím lze srovnat slovo Němec, původně „němý člověk, ten kdo nerozumí.“
Existují i alternativní výklady, mezi které patří například:
- Lingvista Jiří Rejzek se na základě přípony, která se v různých variantách výrazu Slované objevuje, a která je typické pro jména odvozená od toponym, domnívá že jméno Slovanů může být odvozeny od nějakého vodního toku. V tomto ohledu připomíná řeky jako je polská Sława nebo balkánská Slavica.[8]
- Archeolog Zdeněk Váňa uvádí jako možnou souvislost s častou koncovkou -slav u osobních jmen.[9]
- Etnonymum je někdy spojována se slovem „sláva“, což ale odmítl slavista Max Vasmer. Přesto ale slovo sláva ovlivnilo slovo Slovan skrze lidovou etymologii.[10]

Nejstarší spolehlivé doklady jména, oba z 6. století, jsou Σκλαβηνοί (Sklabénoi) v byzantské řečtině a Sclavini v latině. U Ptolemaiova Σουοβηνοί (Souobénoi) z 2. století není jisté, zda odkazuje právě na Slovany. K dalším raně středověkým podobám jména patří Sklavénoi, Stlavénoi, Sclaveni, Stlaveni, Sklaboi, Stlaboi, Sclavi a Stlavi.. Historicky se také užívalo pro Slovany, především ty, kteří žili v německém sousedství, označení Wendové.
Ze slova Slovan vychází výraz sclavus „otrok“ ve středověké latině a z něj pak další výrazy stejného významu jako  anglické slave, francouzské esclave a další výrazy stejného významu. Takové pojmenování je důsledkem faktu že v raném středověku byly slovanské země významným zdrojem otroků na evropských a předovýchodních trzích.

## Původ

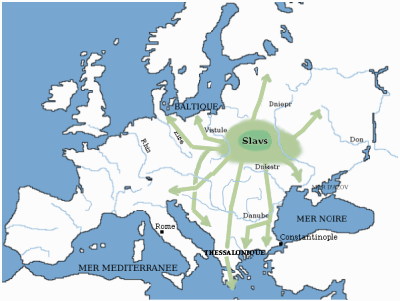
Původ a migrace Slovanů v Evropě mezi 5. a 10. stoletím n. l.

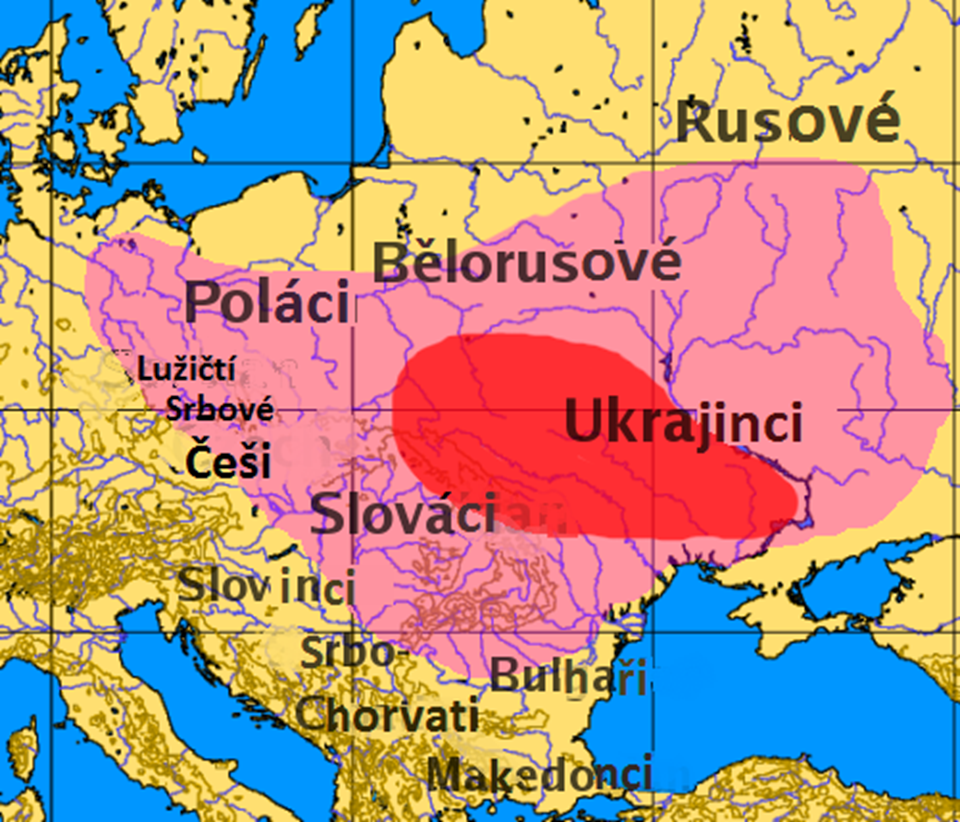
Rozšíření Slovanů v 6.–7. století (červeně je vyznačena předpokládaná pravlast)

Problematika vzniku slovanského etnika, tedy jeho etnogeneze, zůstává stále nedořešenou otázkou. Slované se objevili v polovině prvního tisíciletí bez jasné návaznosti na předchozí kultury a ve velkém počtu osídlili rozsáhlé území Evropy. Podle některých teorií se zrodili smíšením různých etnických skupin, tomu však neodpovídá rozsáhlá expanze kmenů s jednotným jazykem a kulturou. Dvě hlavní teorie o tom, kde byli Slované usídleni na počátku svého rozšíření, jsou:
1. Migrační teorie, podle které se Slované rozšířili ze své pravlasti, umísťované do Zakarpatí. Zastával ji například český archeolog Lubor Niederle.
2. Autochtonní teorie, podle které Slované už před svým rozchodem obývali rozsáhlá území východní a střední Evropy. V současnosti je tento názor menšinový.

Za předchůdce Slovanů bývá někdy považována zarubiněcká kultura, rozšířená mezi 3. stoletím př. n. l. a 1. stoletím na Ukrajině. Podle některých badatelů byla tato kultura částečně baltská či baltoslovanská. Za praslovanskou bývá také považována převorská kultura, existující od 2. století př. n. l. do 4. století v Polsku, mohla být společně tvořena Slovany a Germány. Pojítkem mezi zarubiněckou kulturou a historickými Slovany může být kultura černjachovská, která byla nejspíš multietnická.
Někdy jsou předkové Slovanů hledáni i dále v minulosti, podle některých badatelů to byli například Budinové, Neurové a dokonce Skytové-oráči, zmiňovaní Hérodotem. Mezi další uvažované předky patří kmen nazývaný Venedové, známý římským autorům 1. a 2. století, Pliniovi staršímu, Tacitovi a Ptolemaiovi. Žili mezi Vislou, Baltským mořem, Karpaty a sídly Peucinů a Fennů (nejspíše Ugrofinů), ale nevědělo se o nich, s jakým etnikem jsou příbuzní. Tato otázka je nedořešena dodnes.
Podle některých autorů byla kultura se šňůrovou keramikou, která vzešla z migrace protoindoevropkých pastevců jámové kultury z oblasti ponticko-kaspické stepi, společným předkem pro pozdější keltské, germánské, baltské a slovanské indoevropské jazyky.
S jistotou lze o původu Slovanů tvrdit následující: Poprvé se o nich jako o Sklavenech zmiňují dva reprezentativní historikové ze 6. století n. l., gótský historik Jordanes a byzantský historik Prokopios z Kaisareie. Jordanes odvozuje jejich původ od Venetů z povodí Visly a Prokopios zase z jakýchsi Sporů od Kyjeva. Venetové jsou keltského nebo ilyrského původu, ale v povodí Visly se již mísili s tamními Germány na západě a Sarmaty na východě. Sporové pak byli pravděpodobně sarmatským kmenem. Z toho lze usuzovat, že Slované vznikli jako smíšený veneto-sarmatský kmen. Podle historických záznamů z té doby jsou prý bojovní a kočovní jako Sarmaté, ale také pohostinní a velkorysí jako Venetové.[zdroj?] Ovšem slovanské jazyky mají v rámci indoevropské jazykové rodiny rozhodně blíže baltským jazykům než venetskému a sarmatskému jazyku. Baltoslovanský prajazyk tvořil jednu z větví satemové poloviny indoevropského prajazyka, zatímco sarmatský jazyk patřil do jiné větve této poloviny (indoíránské) a venetština zase do druhé, tzv. kentumové poloviny. Z toho lze usuzovat, že původ Slovanů není ani v Sarmatech, ani ve Venetech, ale již v baltoslovanských pastevcích, vzešlých z původních indoevropských kočovníků z jejich pravlasti v severním okolí Kaspického moře. Teprve později pak mohlo dojít ke smíšení s Venety a Sarmaty.
Z etnického hlediska jsou hlavní dvě kritéria – jazykové a kulturní. Aktuální lingvistický model reflektuje dlouhý vývoj praslovanštiny dokonce již někdy od poloviny 2. tisíciletí př. n. l. Rozlišuje se přitom raná praslovanština (zhruba 15. až 8. století př. n. l.), střední praslovanština (7. až 1. století př. n. l.) a pozdní praslovanština (1. až 6. století n. l.), jejíž druhá polovina (4. až 6. století n. l.) se již považuje zároveň za raně slovanskou. Aktuální kulturologický model pak reflektuje dlouhý archeologický vývoj praslovanské kulturní linie. Dosud nejstarší praslovanskou kulturu rozpoznává v ukrajinské Komarovské kultuře, jedné ze tří větví Třtiněcké kultury vedle prabaltské Sošnické kultury a etnicky obtížně vymezitelné Lužické kultury. Všechny tři větve se začaly vyvíjet někdy v polovině 2. tisíciletí př. n. l. Komarovská kultura byla v praslovanské linii následována Černoleskou kulturou (10. až 8. století př. n. l.), ta Milohradskou kulturou (7. až 3. století př. n. l.), na kterou navázala Zarubiněcká kultura (2. století př. n. l. až 2. století n. l.) a na ni již raně slovanská Kyjevská kultura (3. až 5. století n. l.), která se rozštěpila na trojici Kolčinské, Korčakovské a Peňkovské kultury.

## Historie

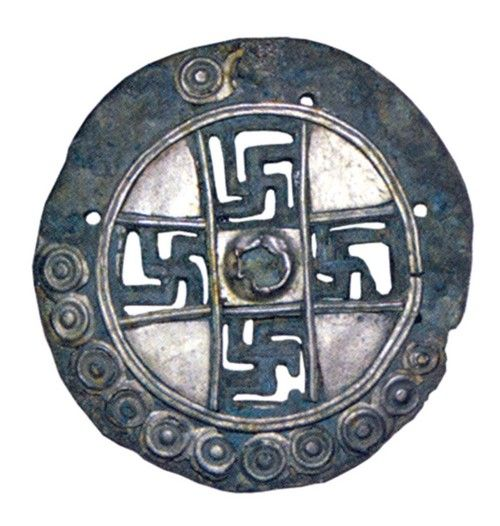
Spona východních Polanů (2.–3. století). Slovanské osídlení nedaleko vesnice v tajmanavském okresu v Mogilevu v Bělorusku.

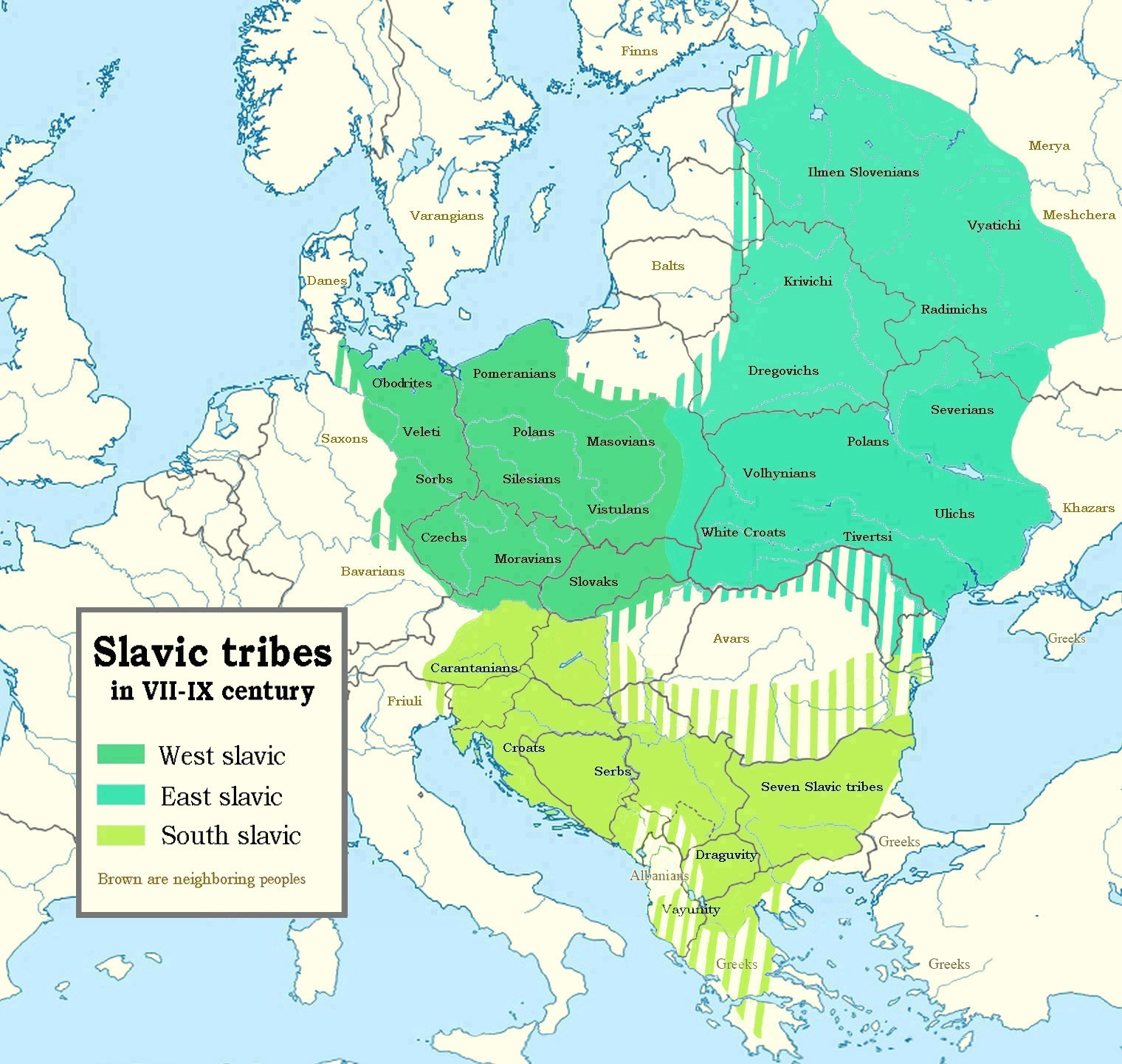
Slovanské kmeny v 7. až 9. století v Evropě

První písemné zprávy pocházejí ze 6. století od římského historika Jordana, který zmiňuje kmen Venetů, jehož příslušníci se nazývají především Slovany (Sclaveni) a Anty, sídlící v 4. století mezi Dunajem a Dněprem, a také od Prokopia (Σκλαβηνοί). Až v první polovině 6. století, kdy začali napadat a zabírat byzantská území za Dunajem, se jim dostalo většího zájmu.
Hlavním faktorem slovanské expanze byla náhlá geoklimatická změna způsobená mohutnou sopečnou činností mezi léty 536 až 550 n. l. v oblasti Indonésie. Na dlouhé roky došlo k zastínění slunce sopečným prachem a následkem toho k neúrodě, hladomorům, válečným akcím a stěhování etnik. Od druhé poloviny 6. století byl osud velké části Slovanů spojen s Avary, kočovným etnikem, jehož expanze z východu byla také nejspíš jedním z faktorů expanze slovanské. Ačkoliv příchod Avarů znamenal pro Byzantskou říši zprvu úlevu, protože se část Slovanů dostala do avarského područí, jiná část s nimi navázala spojenectví, a tak vznikla Byzanci nová a silnější hrozba. V roce 626 dokonce společně obléhali Konstantinopol, i když neúspěšně. Útoky proti Franské říši přispěly na konci 6. století k expanzi Slovanů do východních Alp. Obě etnika vytvořila v Panonii společnou kulturu a smísila se, na přelomu 8. a 9. století však byla avarská říše zničena Franky a Bulhary a Avaři z historie mizí.
Část Slovanů se na konci 7. století spojila s jiným kočovným etnikem, turkickými Protobulhary, kteří osídlili okolí delty Dunaje, slovanské etnikum je do 10. století postupně asimilovalo, čímž dali základ současným Bulharům.
Na přelomu prvního a druhého tisíciletí dochází k částečnému ústupu Slovanů. Na některých územích, jako v Rumunsku, Albánii, Řecku a Bavorsku, byli asimilováni původním obyvatelstvem, na severu zase začali na Polabské Slovany útočit Frankové a Sasové a postupně došlo ke germanizaci a christianizaci těchto etnik.

### Východní Evropa
Slované ve východní Evropě na počátku obývali území dnešní Ukrajiny a během 6. až 9. století vytlačovali a asimilovali Balty a Ugrofiny zde usazené. Slovanské kmeny této doby představují například Kriviči nebo Ilmeňští Slované. V 9. století už osídlili území mezi Donem a Volhou a usadili se v okolí dnešní Moskvy.

### Balkán
Během 6. století počíná pronikání Slovanů na Balkán, v té době náležící Byzantské říši. Ačkoliv jako celek tvořili velkou vojenskou sílu, kvůli své nejednotnosti však často bojovali mezi sebou nebo se nechávali najímat jako byzantští žoldáci. První vlna expanze se týkala jak kultury Korčak tak Peňkovky, kteří na Balkán počali pronikat skrze dnešní Rumunsko. Spolu s nimi pronikala i kultura koločinská, která byla tvořena Slovany nebo slavizovanými Balty. V oblasti Rumunska však byli od 10. století Slované romanizováni a spolu s Dáky dali základ pozdějším Rumunům. Do Bulharska výrazněji expandovali až v 7. století, společně s turkickými Protobulhary. V 6. a 7. století pronikli také do Řecka a Malé Asie. Do bývalé Jugoslávie přišli Slované pravděpodobně ze dvou směrů, v polovině 6. století ze Zakarpatí a později ze severozápadu a slavizovali původní romanizované obyvatelstvo. Odsud také pronikali do Rakouska a Bavorska.
Do 7. století se klade vznik chorvatského kmenového svazu a brzy poté přijali Chorvaté křest. Pozdější chorvatské království bylo od roku 1102 v personální unii s Uhrami, zatímco Dalmácie byla byzantská. V 7. století se také objevují Srbové a jsou postupně christianizováni. Z počátku byly pod vlivem Byzantské a Bulharské říše, na konci 8. století vzniká Raška, pozdější Srbsko a v polovině 9. století Trebinja, pozdější Černá Hora. Od 13. století pak začíná výrazný rozvoj Srbska. Makedonie také patřila mezi území nárokovaná Byzancí i Bulharskem a později se stala součástí Osmanské říše.
V dnešním Bulharsku vznikla roku 681 společný stát Slovanů a Protobulharů, který po několika vítězstvích uzavřel mír s Byzantskou říší. Během 8. století v něm dochází k výrazné slavizaci obyvatelstva a v druhé polovině 9. století bylo přijato křesťanství.

### Střední Evropa

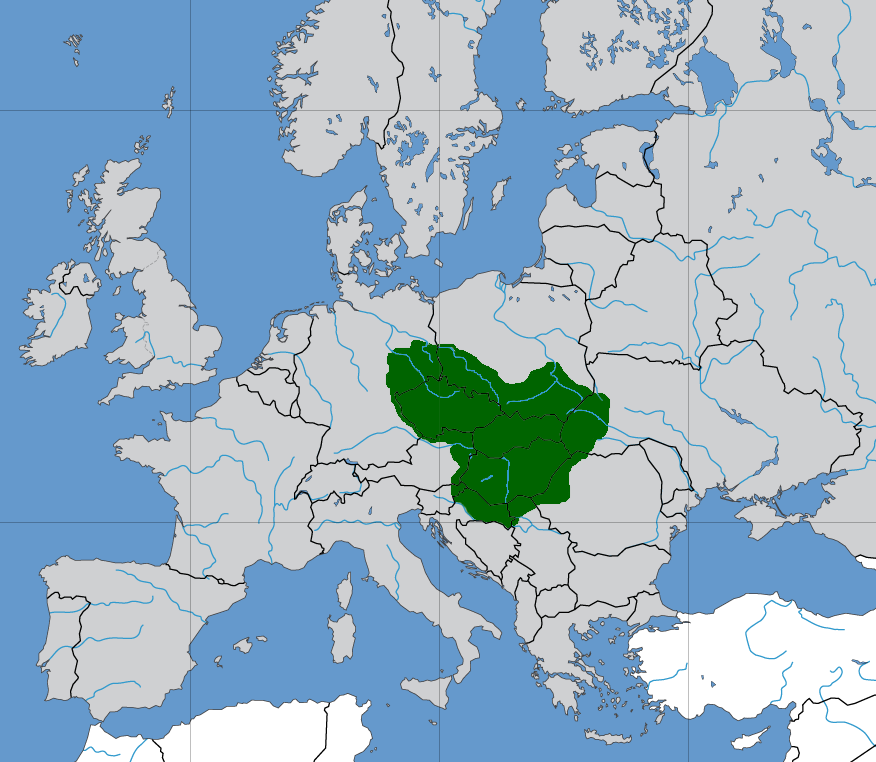
Velkomoravská říše byla jedním z prvních velkých slovanských států, 833–907 n. l.

Počátek příchodu Slovanů na území Čech se podle výzkumů datuje kolem roku 550.
Na počátku 7. století byli Slované v dnešním Slovensku a Maďarsku podrobeni Avary, avšak brzy na to byla jejich moc zlomena franským kupcem Sámem a došlo ke vzniku Sámovy říše s centrem v českých zemích. Ta se poté dostala do konfliktu s Franskou říší a úspěšně proti ní postupovala, po smrti Sáma se však patrně rozpadla. Ze 7. století jsou známy i další kmenové svazy a vládci jako lužickosrbský vévoda Dervan a korutanský Valuk. Na přelomu 8. a 9. století dochází ke konečnému pádu avarské říše, Frankové ovládají Panonii a činí si nárok na svrchovanost nad sousedními slovanskými zeměmi. Ta jim skutečně byla často formálně přiznána. Kolem roku 830 už vládne Mojmír, první historicky doložený kníže Velkomoravské říše. Na konci 9. století Velká Morava ovládla Čechy, na počátku 10. století však zanikla a nastal vzestup českého knížectví.

### Polabští Slované a Polsko

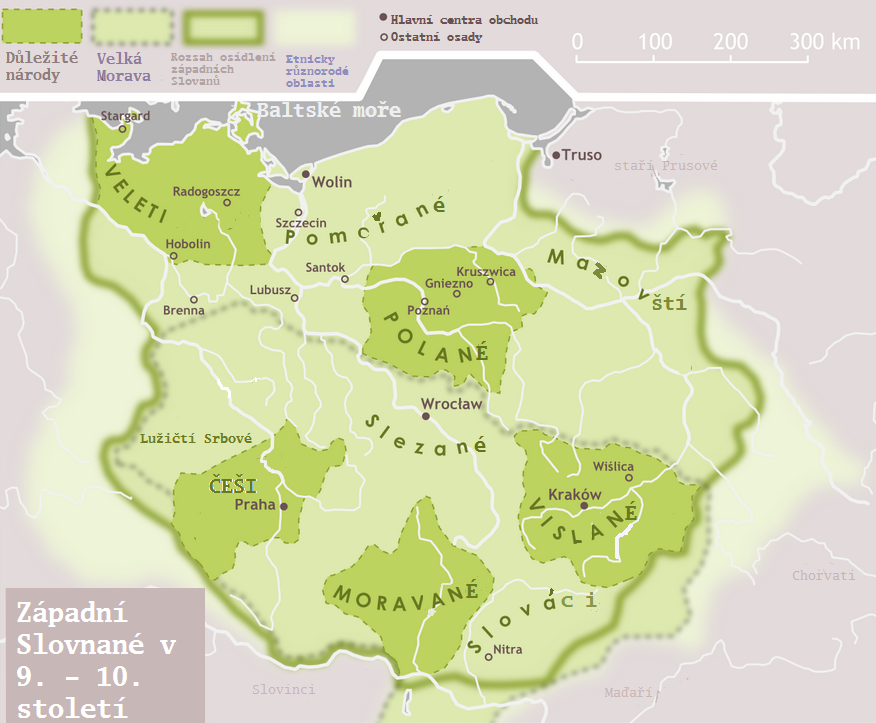
Západní Slované v 9. a 10. století

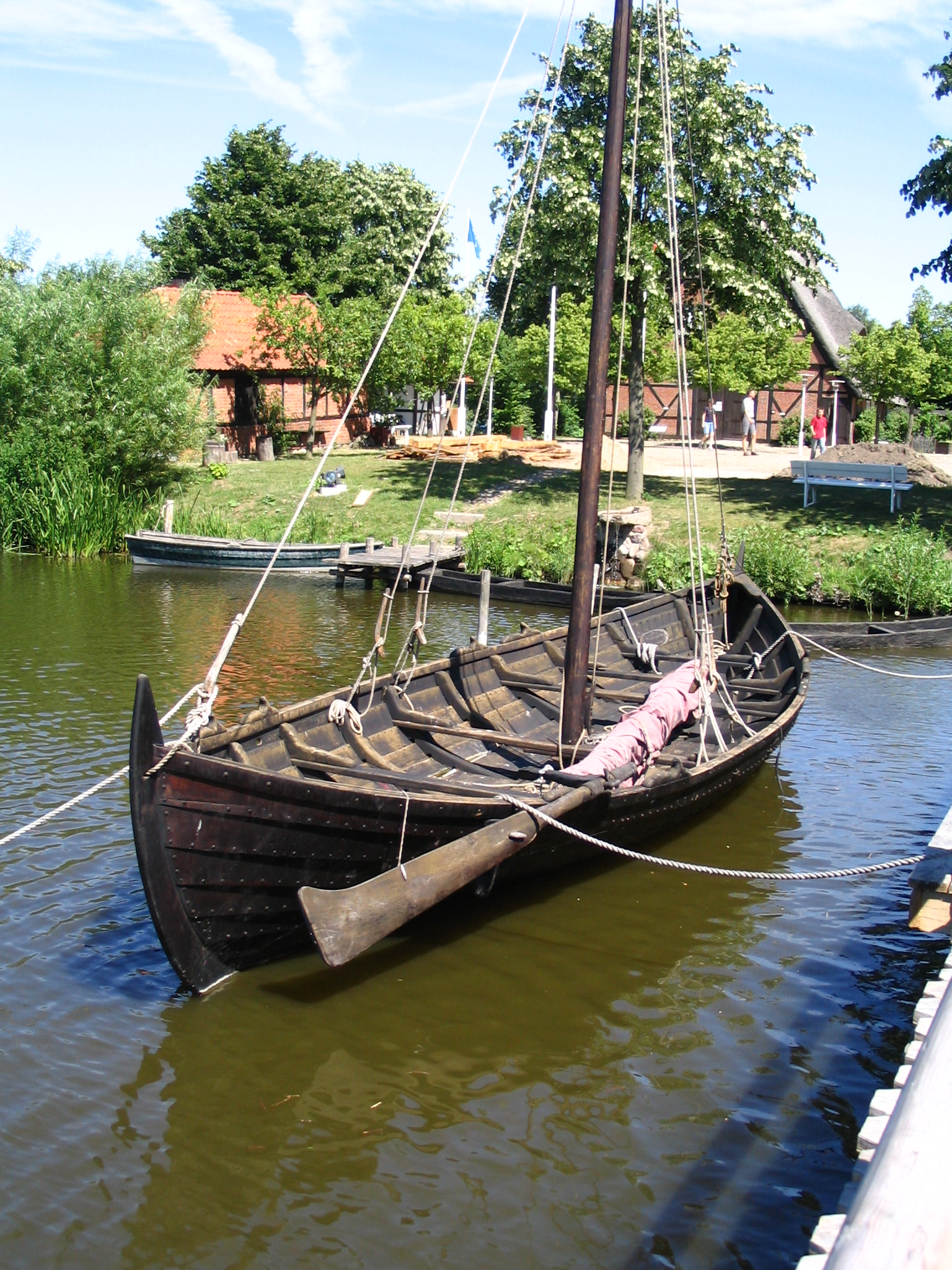
Replika slovanské obchodní lodi

V 4. a 5. století bylo Slovany, později nazývanými Polabští, osídleno území dnešního východního Německa, které bylo předtím údajně opuštěno germánskými kmeny. Jejich keramika je označována jako sukowský typ. Polabští Slované se členili na tři kmenové svazy, Lutice neboli Velety, Obodrity a Lužické Srby. Srbové byli většinou formálně závislí na Franské říši a Velké Moravě a ve 12. století počala jejich germanizace. Na konci 8. století byli Veleti na krátko poraženi Franky, ale vedli boje především s Obodrity, spojenci Franků a později Sasů. Od 10. století je u Veletů nahrazena knížecí moc mocí kněžskou a brzy na to následují rozsáhlé výboje císaře Jindřicha Ptáčníka, na počátku 11. století však císař Jindřich II. uzavřel s Velety spojenectví. V polovině 11. století však pomalu počíná christianizace a úpadek moci pohanského kněžstva. Během 12. století jsou pak Veleti germanizováni, stejně jako Obodrité.
Kmen Pomořanů sídlící východně od Polabských Slovanů se objevuje v historických zprávách až v 10. století, kdy se dostává do konfliktu s Dány. Na počátku 11. století pak vzdorovali Polsku a z něj pronikajícímu křesťanství. Západní Pomořany se od 12. století počaly germanizovat, zatímco východní se dostaly pod polský vliv. Velká část Polska, osídleného různými slovanskými kmeny jako byli Polané, Vislané a Slezané, byla v druhé polovině 9. století podřízena Velké Moravě a později českému knížectví. V polovině 10. století počalo vznikat polské knížectví.
Ránové sídlící na baltském ostrově Rujána se drželi svého náboženství, a to až do roku 1168, kdy je porazil dánský král Valdemar I., poté byli dosud pohanští Ránové donuceni přijmout křest a připojeni k Dánsku jako vazalské Rujánské knížectví.
Do konce 15. století bylo území všech Polabských Slovanů z většiny germanizováno především kvůli stále přicházejícím německým osadníkům v rámci tzv. Ostsiedlung. Jako poslední z Obodritů byli v 18. století plně germanizováni Drevané žijící na tzv. lüneburském vřesovišti. Lužičtí Srbové, kteří obývají německé spolkové země Sasko a Braniborsko, jsou dnes posledním zbytkem Polabských Slovanů.

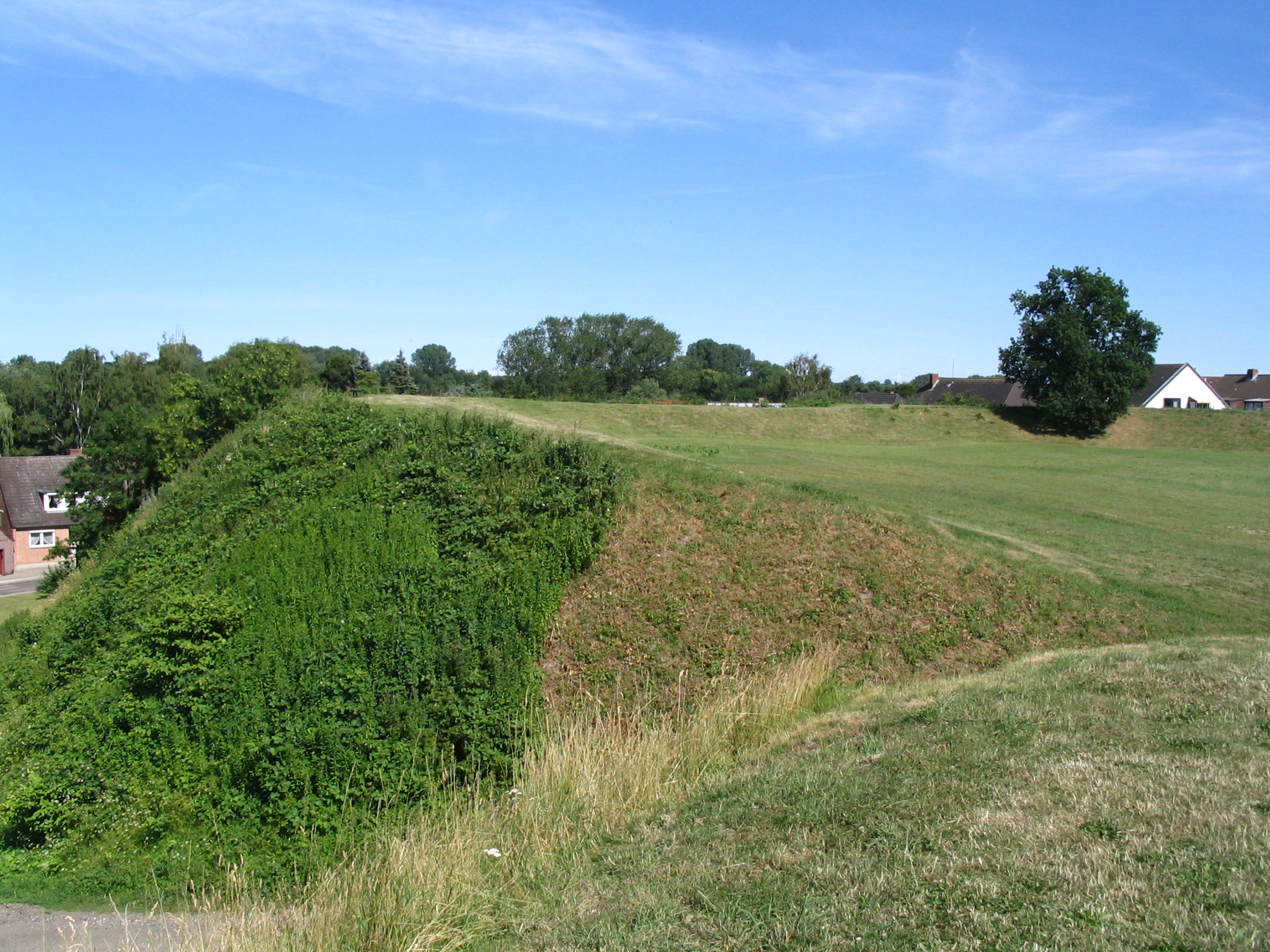
Val, Oldenburg in Holstein
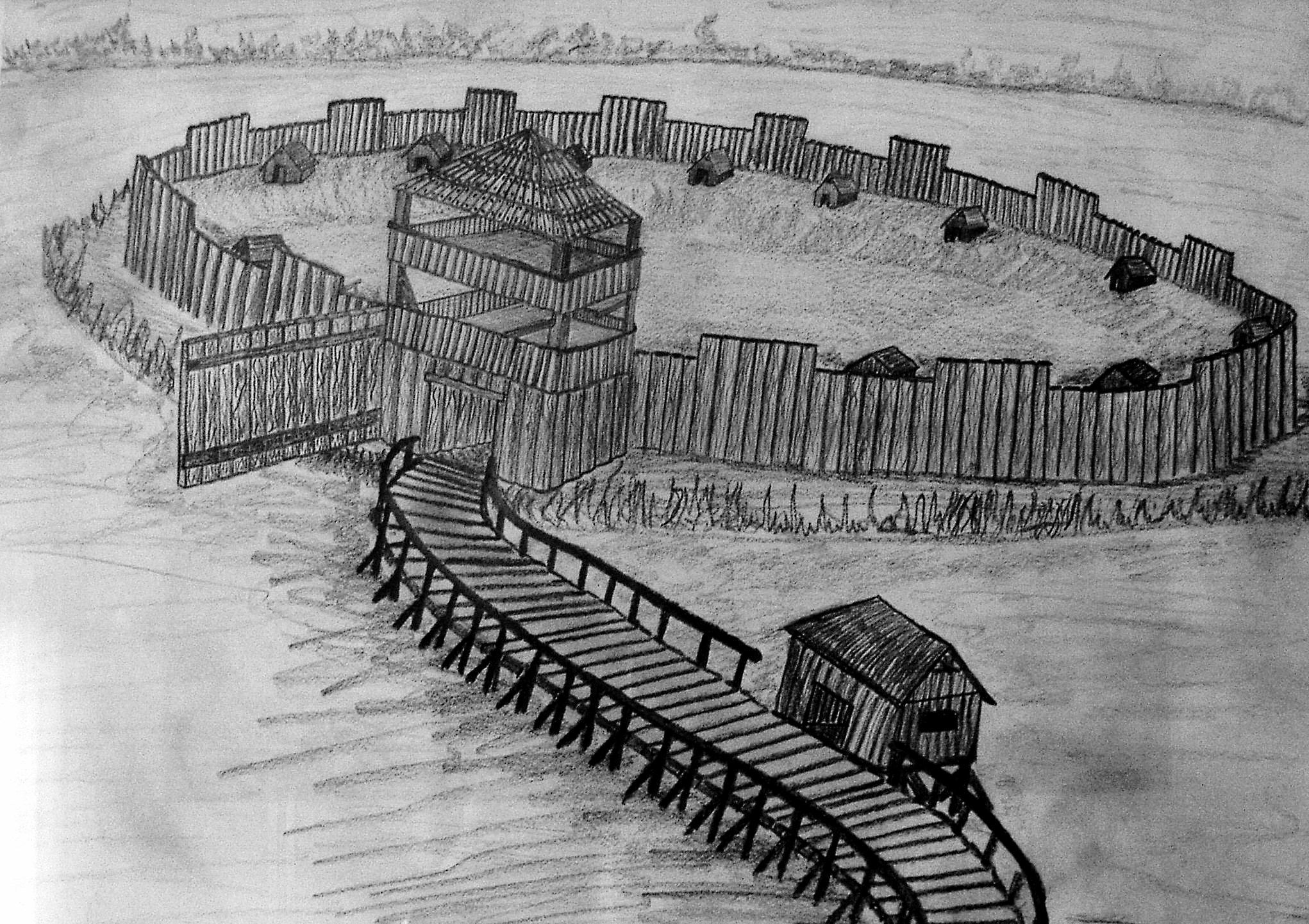
Slovanské hradiště
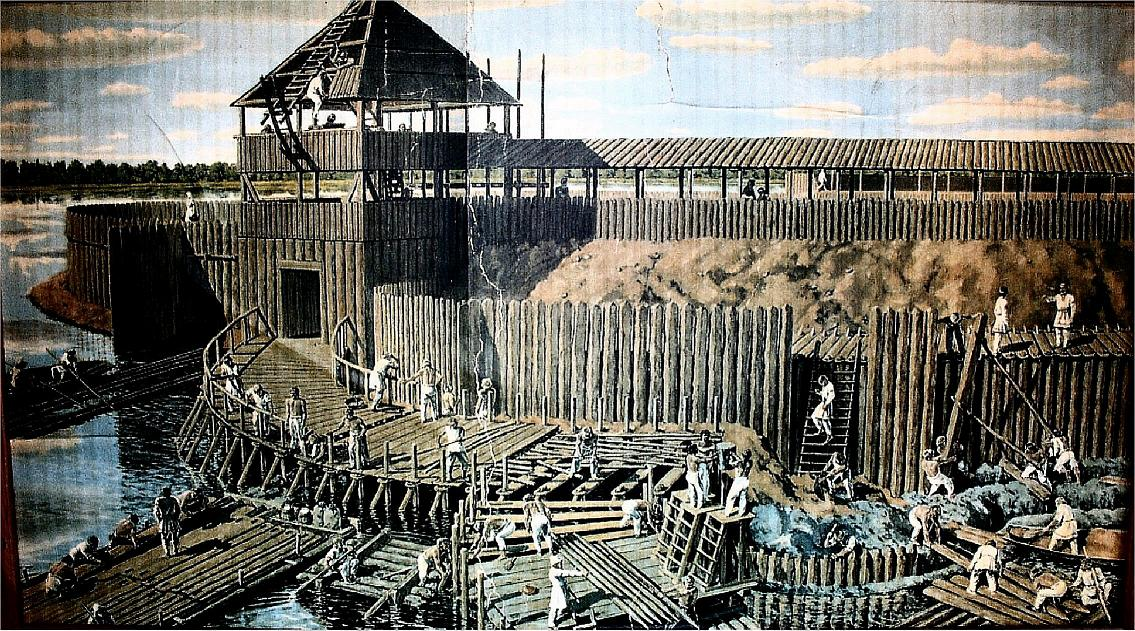
Slované při stavbě ostrovního hradu v 10. století
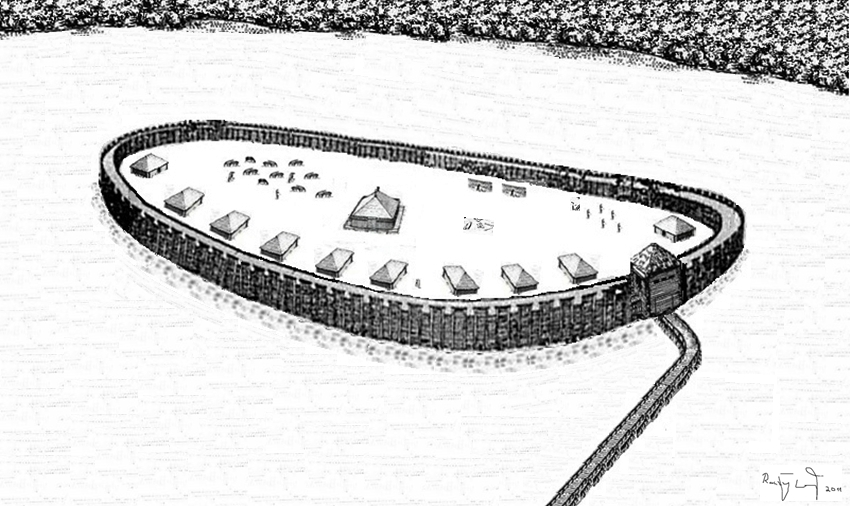
Hrad Fischerinsel nedaleko Neubrandenburgu v Meklenbursku kolem roku 1150

## Etnicko-kulturní členění
Slované jsou obvykle děleni podle geografických a jazykových linií do tří hlavních podskupin: Západní Slované, Východní Slované a Jižní Slované. Všechny podskupiny měly významný kulturní kontakt s neslovanskými civilizacemi z doby bronzové a železné.
Západní Slované pocházejí z raných slovanských kmenů, které se usadily ve střední Evropě poté, co tuto oblast během stěhování národů měly opustit velké skupiny východogermánských kmenů. Je známo, že se mísili s Germány, Maďary, Kelty (obzvláště Bóji), starými Prusy a panonskými Avary. Západní Slované se dostali do vlivu Západořímské říše (latina) a římskokatolické církve.
Východní Slované mají původ v raných slovanských kmenech, které se mísily a měly kontakt s Ugrofiny a Balty. Jejich raná slovanská „složka“, Antové, absorbovala různé íránské národy a později na ní měli vliv Chazaři a Vikingové (viz Rus (národ) a Varjagové). Národní původ východních Slovanů se dá stopovat ke kmenovým sdružením Kyjevské Rusi a (zřejmě) Ruského chanátu počínaje 10. stoletím. Byli obzvláště pod vlivem Byzantské říše a východoevropské pravoslavné církve.
Jižní Slované z většiny regionu mají původ v raných slovanských kmenech, které se mísily s místními proto-balkánskými kmeny (Ilyrové, Dákové, Thrákové, Paeoni a řecké kmeny), a keltskými kmeny (zejména Skordisky), stejně jako s Římany (i romanizovanými zbytky původních skupin) a také se zbytky dočasně usazených asijských nebo kavkazských kmenů jako Gepidové, Hunové, Avaři, Gótové a Prabulhaři. Původní obyvatelé současného Slovinska a pevninského Chorvatska mají původ v raných slovanských kmenech, které se mísily s Římany a romanizovanými keltskými a ilyrskými obyvateli, jakož i Avary a Germány (Langobardi a Ostrogóti). Jižní Slované (kromě zmíněných Slovinců a Chorvatů) spadali do kulturní sféry Východořímské říše (Byzantské říše), Osmanské říše, tedy východní pravoslavné církve a islámu, zatímco Slovinci a Chorvati byli ovlivňováni Západořímskou říší (latina), a tedy římskokatolickou církví podobně jako západní Slované.

## Jazyk
Do přelomu 9. a 10. století mluvili Slované praslovanštinou, ta se poté začala rozpadat na jednotlivé slovanské jazyky. Prvním doloženým písmem užívaným Slovany je hlaholice vytvořená v 60. letech 9. století pro zápis staroslověnštiny svatým Cyrilem, v 90. letech stejného století pak byla vytvořena v Bulharsku cyrilice. Cyrilice poté dala vzniknout různým národním abecedám, které jsou souhrnně často označovány jako azbuka. Azbuka se v současnosti používá k zápisu běloruštiny, bulharštiny, makedonštiny, srbštiny, ukrajinštiny a ruštiny, tedy jazyků ortodoxního a řeckokatolického kulturního okruhu. Kromě toho je užívána také pro některé neslovanské jazyky. Abecedy jednotlivých národů se od sebe v menší míře liší. U ostatních slovanských jazyků, jejichž mluvčí náleží do římskokatolického kulturního okruhu, je používána latinka. Výjimečně se historicky užívala i jiná písma, příkladem jsou staročeské glosy v židovských spisech, psané hebrejským písmem. Hypotéza o existenci předkřesťanského slovanského písma obecně není přijímána.

## Náboženství

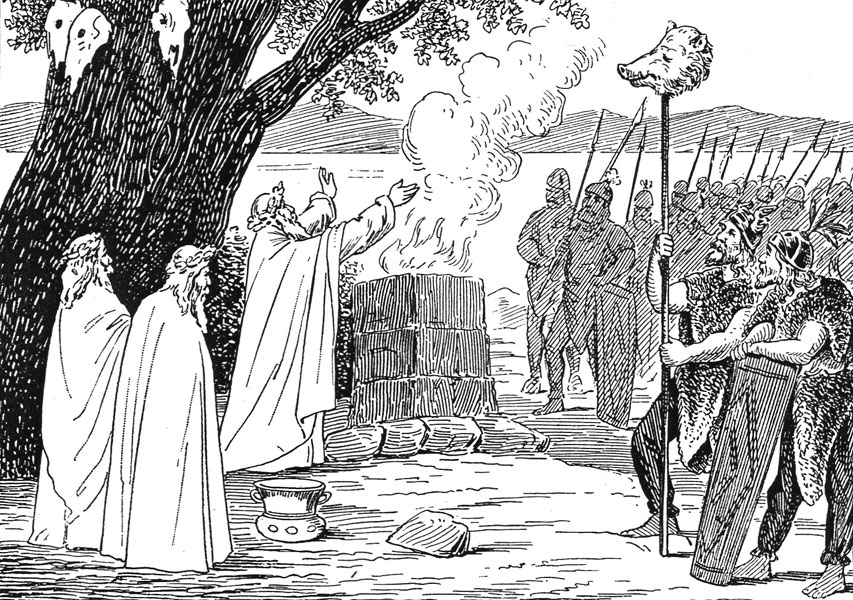
Slované uctívající své bohy

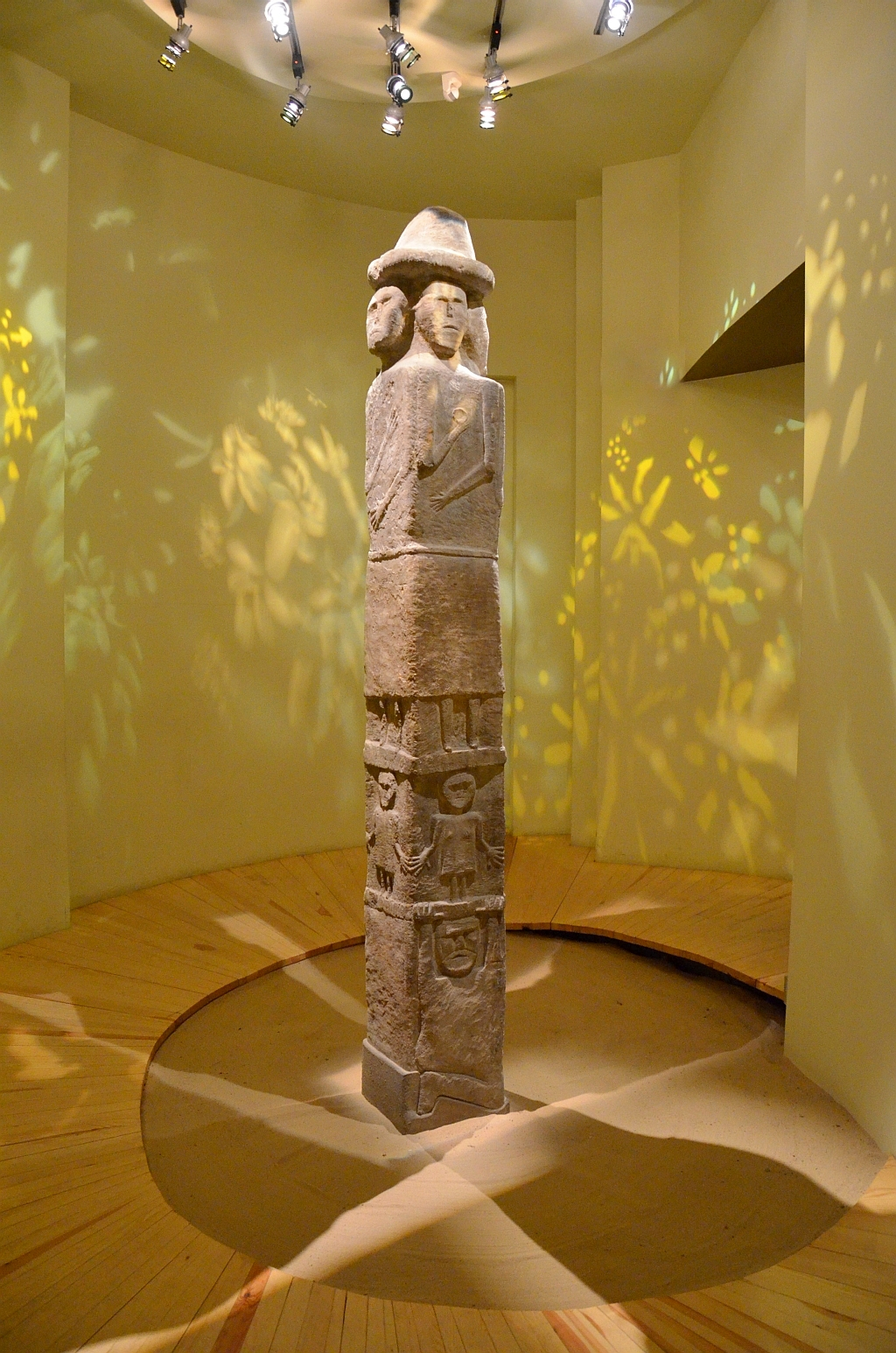
Zbručský idol v Krakovském archeologickém muzeu

Slované tradičně vyznávali etnické polytheistické náboženství někdy označované jako slovanské pohanství. Mezi jejich božstva patřil hromovládný Perun, bůh blesku a hromu, Veles, bůh podsvětí a skotu, Svarog (ze slova „svárožič“ – bůh slunce, ohně a války), Simargl (bůh větru) a Mokoš, Velká matka. Známý byl i tříhlavý Triglav či sedmihlavý Rujevít, dále Radegast, Svantovít a další. Ctili však i další bohy a širokou plejádu přírodních duchů a jiných mytických tvorů. Síle bohů podle Prokopia nepřisuzovali Slované velký vliv. K bohům se přikláněli pouze v době, kdy se blížila smrt, nemoc, či když šli do války. Uctívali však řeky, vodní víly a věřili ve věštby. Až na výjimky u Polabských Slovanů nestavěli chrámy, ale vykonávali kult v hájích, na výšinách a uměle vytvořených obětištích. Ve svátcích, lidových zvycích a pohádkách doznívají archaické náboženské zvyky dodnes a o přímou obnovu slovanského pohanského náboženství se pokouší novopohanské hnutí rodnověří.
V 9. a 12. století pak přijali Slované křesťanství, východní a jižní především pravoslaví (část z nich později přešla na řecký katolicismus) a západní římsko-katolické. Bosňáci pod vlivem Osmanské říše vyznávají sunnitský islám a mezi některými slovanskými národy existuje velké procento ateistů a agnostiků.
| Především pravoslaví: - Rusové - Ukrajinci - Rusíni - Srbové - Bulhaři - Bělorusové - Makedonci - Černohorci | Především katolíci: - Poláci (vč. Slezanů, Kašubů) - Češi (vč. Moravanů) - Chorvati (vč. Šokců) - Slováci - Slovinci - Lužičtí Srbové - Bunjevci - Banátští Bulhaři | Především muslimové: - Bosňáci - Pomaci - Gorani - Torbešové |

## Společnost
Podle Prokopia žili Slované v žalostných chatrčích a často se stěhovali. Do boje táhli většinou pěšky s kopím. Někteří neměli ani košili ani plášť, oblékali si jen kalhoty do pasu a tak se vydávali do boje proti nepřátelům. Jejich život popsal jako drsný a primitivní, jejich zevnějšek jako špinavý, ale hned však dodává, že nejsou zlomyslní ani zákeřní.
Slované původně své mrtvé spalovali a na kosterní pohřbívání přecházeli postupně. Na území Slovenska to bylo v důsledku styku s Avary. Definitivní přechod na kosterní pohřbívání a konec pohanským zvykům znamenal až přechod na křesťanskou víru.
Slovanské hospodářství bylo tradičně zaměřeno na zemědělství a pastevectví. Znali dvoupolní systém obdělávání půdy. Pěstovali všechny tehdy běžné druhy obilovin, luštěniny, olejnaté rostliny, ovoce, zeleninu, ale i technické plodiny jako len. Chovali prasata, drůbež, ovce, kozy, dobytek a koně. Byli také rybáři, myslivci a lesní včelaři. Měli poměrně vyspělé kovářství, tkalcovství i hrnčířství (přestože neznali hrnčířský kruh). Vyráběli kvalitní šperky.

## Vztahy s neslovany

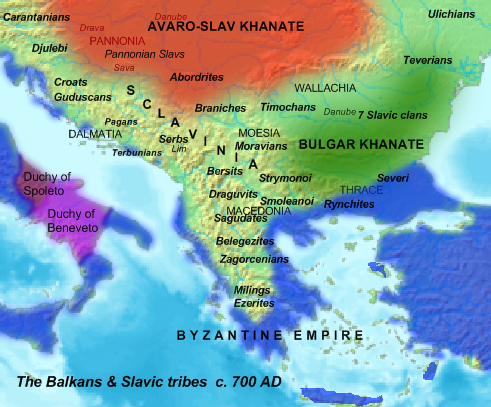
První bulharská říše, Protobulhaři byli polokočovní turkičtí válečníci, kteří byli od 7. století postupně slavizováni

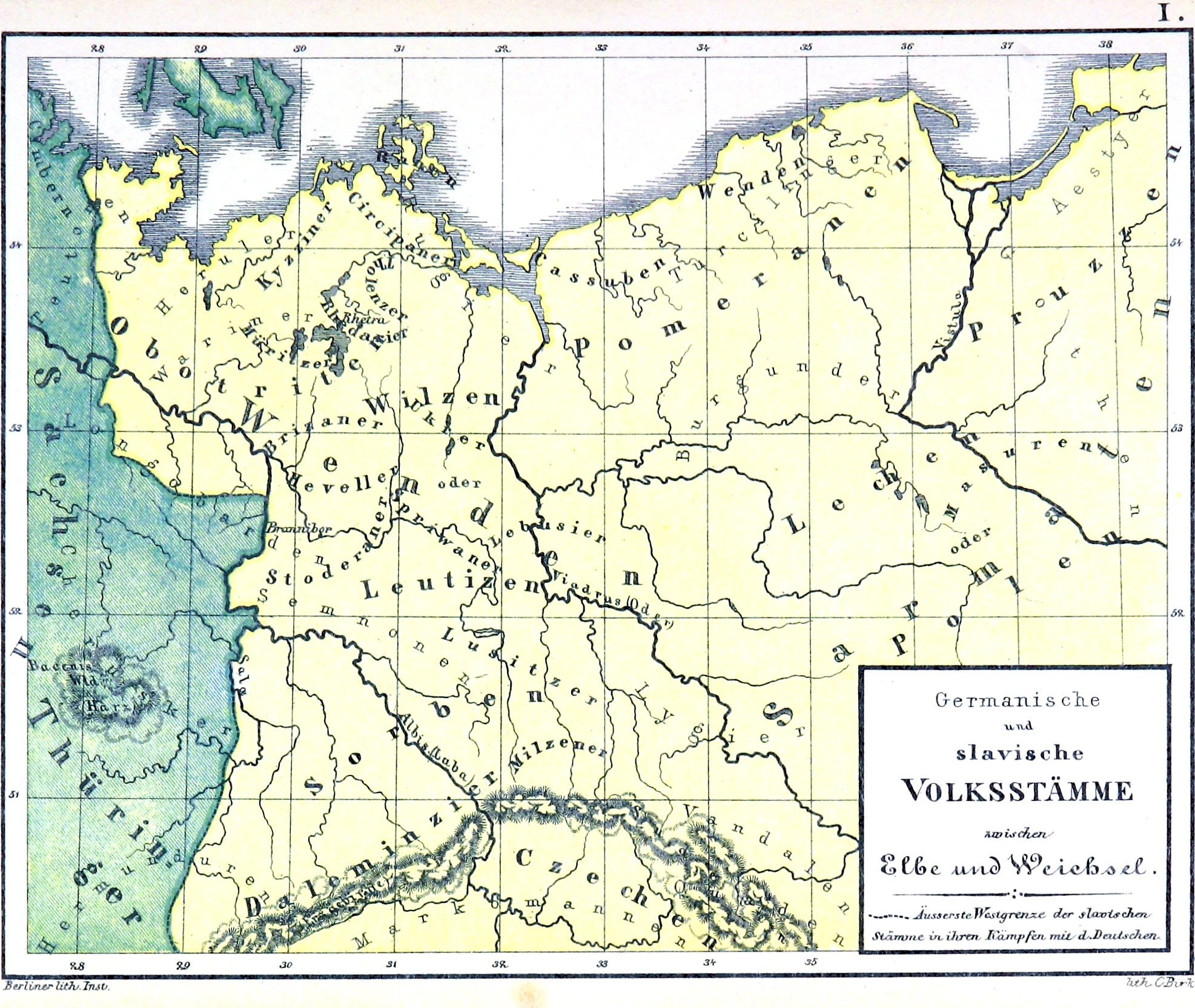
Limes sorabicus (hranice mezi Východofranskou říší a polabskými Slovany) na německé mapě.

V průběhu své historie se Slované dostali do kontaktu s neslovanskými skupinami. V domnělé vlasti (na území dnešní Ukrajiny) měli kontakty s íránskými Sarmaty a germánskými Góty. Po svém následném rozšíření začali Slované asimilovat neslovanské národy. Například na Balkáně paleo-balkánské národy, včetně románizovaných a helénizovaných (viz Jirečkova linie) Ilyrů, Thráků a Dáků, stejně jako Řeky a keltské Skordisky a Serdy. Slované byli tak početní, že většina původních obyvatel Balkánu byla slavizována. Thrákové a Ilyrové byli jako etnické skupiny v tomto období smíšeny. Výjimka byla Řecko, kde byli Slované helenizováni díky většímu počtu Řeků (i za přispění Řeků vracejících se v 9. století zpět do Řecka, církvi a administrativou), dále Rumunsko, kde se Slované usadili během cesty do současného Řecka, severu Makedonie, Bulharska a Východní Thrákie, ale byli asimilováni, a moderní albánský národ, který tvrdí, že pochází z Ilyrů.
Vládnoucí postavení Prabulharů a jejich kontrola nad zemí vrhly nominální odkaz bulharské země a lidí na další generace, ale i Prabulhaři byli postupně slavizováni do dnešní jihoslovanské etnické skupiny známé jako Bulhaři. Románští obyvatelé v opevněných dalmátských městech si dlouhou dobu udržovali svou kulturu a jazyk. Dalmatský románský jazyk přežil až do pozdního středověku, ale i oni byli nakonec asimilováni Slovany.
Na západním Balkáně se mísili jižní Slované a germánští Gepidové a nakonec vytvořili slovanskou populaci. Ve střední Evropě se západní Slované mísili s germánskými, maďarskými a keltskými národy, zatímco ve východní Evropě se východní Slované setkávali s balto-finskými a severskými národy. Seveřané (Varjagové) a finské národy se podíleli na vzniku raného ruského státu, ale po staletí byli zcela slavizováni. Některé ugrofinské kmeny na severu byly také absorbovány do rozšiřující se ruské populace. V 11. a 12. století neustálé vpády nomádských turkických kmenů jako Kypčaci a Pečeněhové způsobily masivní migraci východoslovanských obyvatel do bezpečnějších hustě zalesněných oblastí na severu. Ve středověku se skupiny saských horníků usadily ve středověké Bosně, Srbsku a Bulharsku, kde byly slavizováni.
Slovem Saqaliba se ve středověkém arabském světě označovali slovanští žoldáci a otroci v severní Africe, na Sicílii a Al-Andalusu. Saqaliba sloužili jako strážci chalífů. Ve 12. století došlo k nárůstu slovanského pirátství v Pobaltí. Venedská křížová výprava byla zahájena v roce 1147 proti polabským Slovanům jako součást severní křížové výpravy. Pohanský náčelník slovanských obodritských kmenů Niklot začal otevřený odpor, když Lothar III., císař Svaté říše římské, vtrhl na slovanská území. V srpnu 1160 byl Niklot zabit a v oblasti Labe a Odry začala německá kolonizace (Ostsiedlung). V okolí Hannoveru (Lüchow-Dannenberg), Meklenbursku-Předním Pomořansku a Lužici začali útočníci germanizaci. První formy germanizace byly popsány německými mnichy jako Helmold z Bosau v rukopise Chronica Slavorum a Adam Brémský v díle Gesta Hammaburgensis ecclesiae pontificum. Polabština přežila až do začátku 19. století v dnešní německé zemi Dolní Sasko. Ve východním Německu má asi 20 % Němců historický slovanský rodový původ, jak bylo odhaleno při testování Y-DNA. Podobně je v Německu asi 20 % ze zahraničních příjmení slovanského původu.
Kozáci, ač hovoří slovanskými jazyky a praktikují pravoslaví, pocházejí ze směsi etnik, včetně Tatarů a dalších turkických národů. Mnoho raných těreckých kozáků byli Osetinci. Goralé z jižního Polska a severního Slovenska pocházejí částečně z románsky mluvících Valachů, kteří se do kraje stěhovali od 14. do 17. století a byli absorbováni místní populací. Předkové obyvatel Valašska na Moravě také pocházeli z Valachů. Ale i někteří Slované byli asimilováni jinými populacemi. Přestože většina pokračovala směrem do jihovýchodní Evropy přitahována bohatstvím oblasti, ze které vzešla Bulharská říše, zůstali někteří v panonské pánvi ve střední Evropě a byli asimilováni Maďary. Četné místní názvy jako řeky apod. mají např. v Rumunsku slovanské názvy. Slovanský jazyk zanechal stopy i na některých neslovanských jazycích.

## Populace

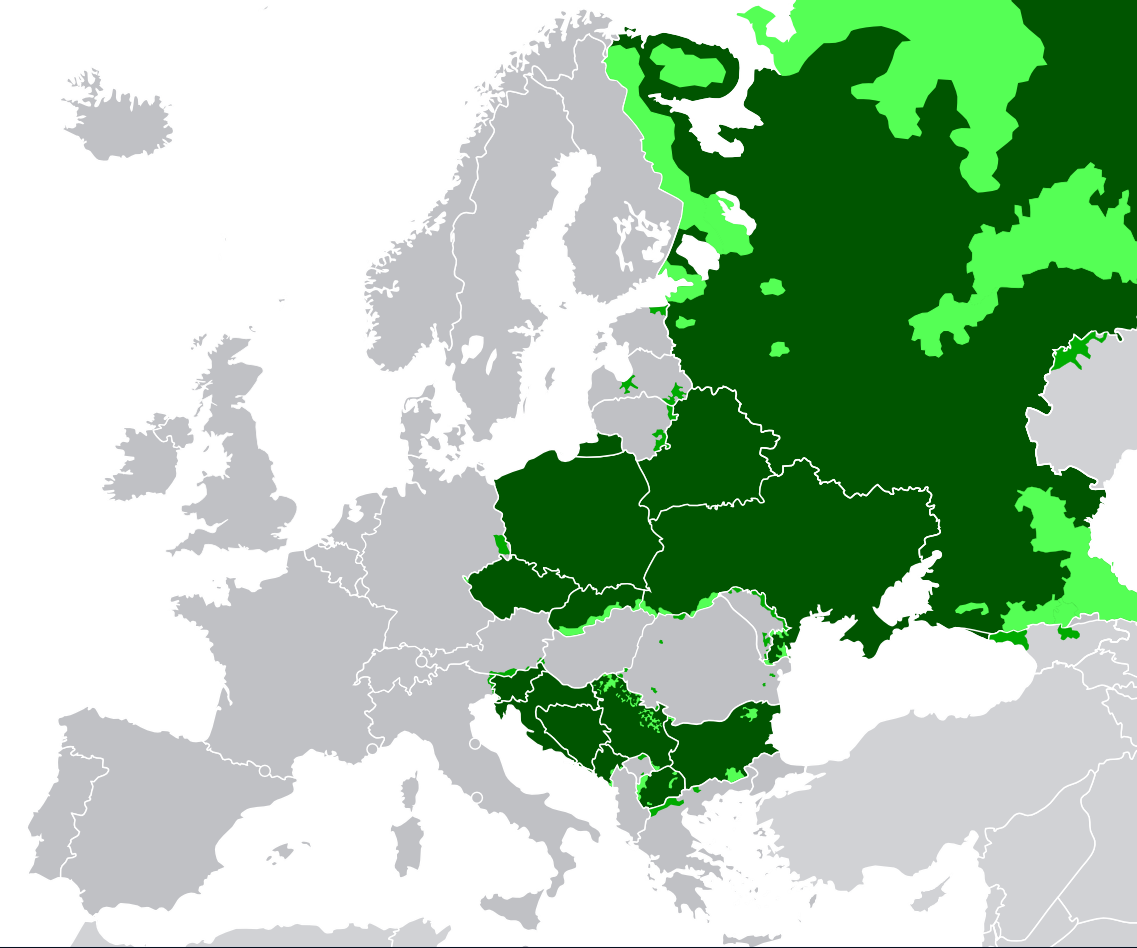
Rozšíření slovansky hovořící populace v Evropě
Oficiální majoritní slovanský jazyk
Významné neoficiální nebo historické užití slovanského jazyka nebo oficiální užití vedle neslovanského majoritního jazyka
Významné užití neslovanského jazyka vedle oficiálního slovanského jazyka

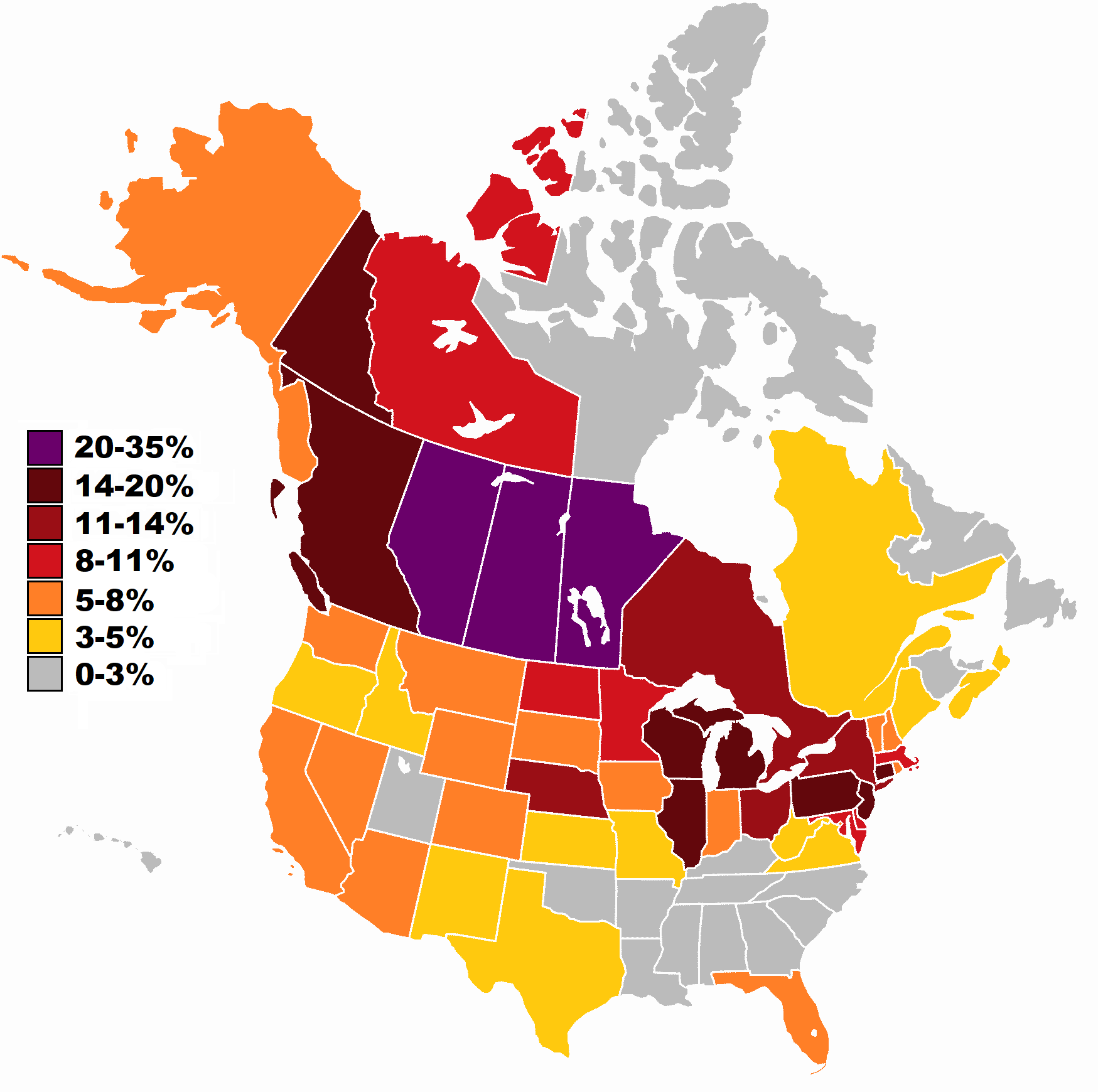
Lidé se slovanským původem v USA a Kanadě dle oblasti:
20–35%
14–20%
11–14%
8–11%
5–8%
3–5%
0–3%

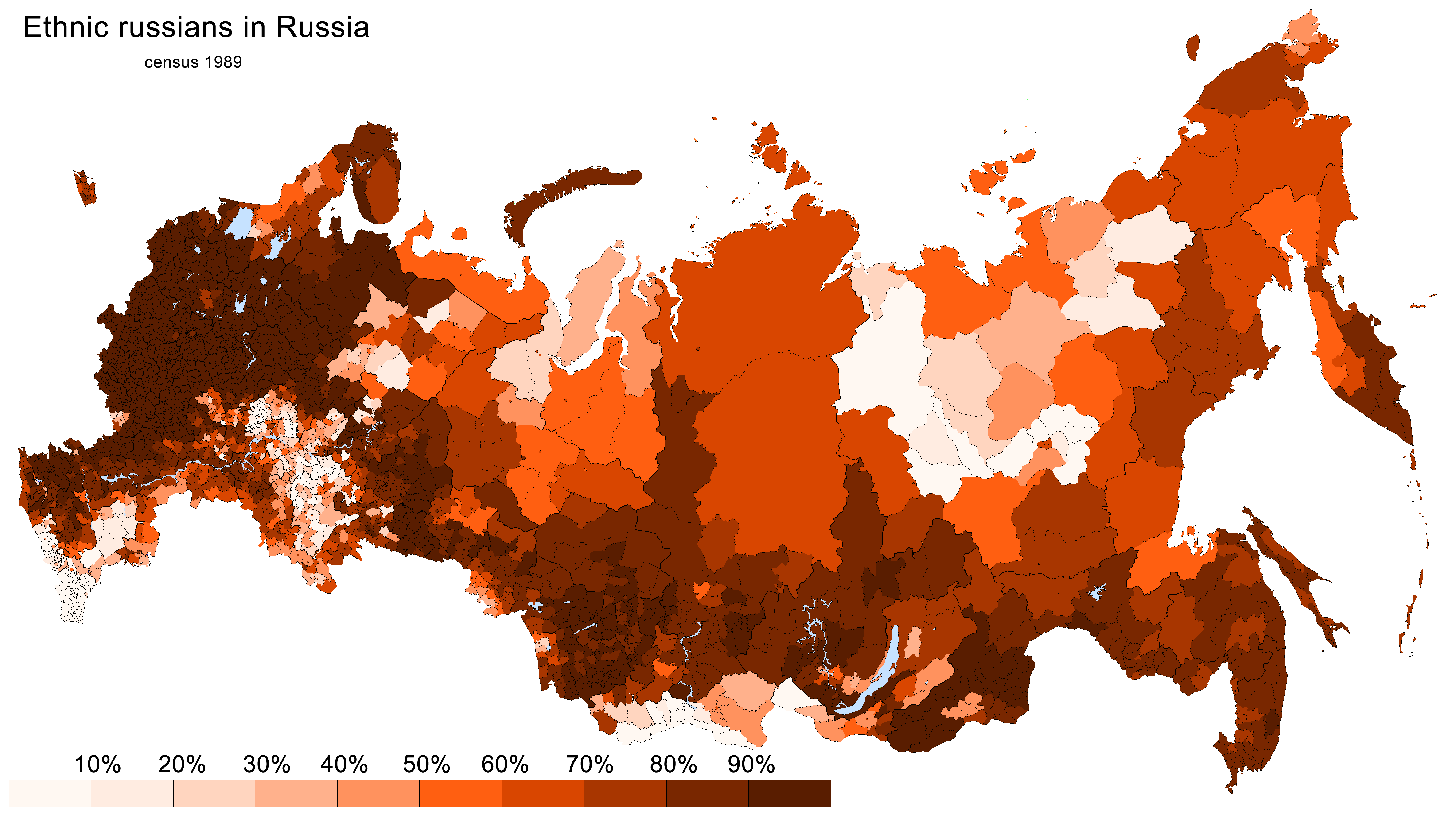
Podíl etnických Rusů v Rusku při sčítání v roce 1989

Jako slovanské státy jsou označovány státy, ve kterých tvoří slovanské obyvatelstvo majoritu společnosti. Mezi současné slovanské státy patří Bělorusko, Bosna a Hercegovina, Bulharsko, Černá Hora, Česko, Chorvatsko, Severní Makedonie, Polsko, Rusko, Slovensko, Slovinsko, Srbsko a Ukrajina.
Odhaduje se, že populace Slovanů čítá na začátku 21. století asi 350 milionů lidí.
| Etnická příslušnost                          | Národní stát                                     | Přibližný počet           | Přibližný počet                                         |
| -------------------------------------------- | ------------------------------------------------ | ------------------------- | ------------------------------------------------------- |
| Rusové                                       | Rusko                                            | 133 000 000 — 150 000 000 | [ 42 ] [ 43 ] [ 44 ] [ 45 ]                             |
| Poláci                                       | Polsko                                           | 58 000 000 — 68 000 000   | [ 46 ] [ 47 ] [ 48 ] [ 49 ]                             |
| Ukrajinci                                    | Ukrajina                                         | 49 000 000 — 55 000 000   | [ 50 ] [ 51 ] [ 52 ]                                    |
| Srbové                                       | Srbsko                                           | 11 500 000 — 14 000 000   | [ 53 ] [ 54 ] [ 55 ]                                    |
| Češi                                         | Česko                                            | 9 500 000 — 14 000 000    | [ 56 ] [ 57 ] [ 58 ]                                    |
| Bělorusové                                   | Bělorusko                                        | 9 500 000 — 10 500 000    | [ 59 ] [ 60 ] [ 61 ]                                    |
| Bulhaři (vč. banátských Bulharů)             | Bulharsko                                        | 8 000 000 — 10 000 000    | [ 62 ] [ 63 ] [ 64 ] [ 65 ] [ 66 ]                      |
| Chorvati                                     | Chorvatsko                                       | 6 000 000 — 9 000 000     | [ 67 ] [ 68 ] [ 69 ]                                    |
| Slováci                                      | Slovensko                                        | 5 500 000 — 7 000 000     | [ 70 ]                                                  |
| Bosňáci (dříve Bosenští muslimové)           | Bosna a Hercegovina                              | 2 200 000 – 3 000 000     | [ 71 ] [ 72 ]                                           |
| Slovinci                                     | Slovinsko                                        | 2 000 000 — 2 500 000     | [ 73 ]                                                  |
| Makedonci                                    | Severní Makedonie                                | 1 800 000 — 2 400 000     | [ 74 ] [ 75 ]                                           |
| Slezané                                      | Polsko                                           | 880 000 — 5 700 000       | [ 76 ] [ 77 ] [ 78 ] [ 79 ] [ 80 ]                      |
| Moravané                                     | Česko                                            | 630 000 — 700 000         | [ 81 ]                                                  |
| Rusíni (vč. Lemků, Bojků, Huculů a Doliňanů) | Ukrajina, Slovensko, Polsko, Maďarsko a Rumunsko | 350 000 — 1 600 000       | [ 82 ] [ 83 ]                                           |
| Slované v Řecku                              | Řecko                                            | 350 000 — 600 000         | [ 84 ] [ 85 ] [ 86 ] [ 87 ] [ 88 ] [ 89 ] [ 90 ] [ 91 ] |
| Černohorci                                   | Černá Hora                                       | 330 000 — 460 000         | [ 92 ] [ 93 ]                                           |
| Kašubové                                     | Polsko                                           | 233 000 — 570 000         | [ 94 ] [ 95 ] [ 96 ]                                    |
| Pomaci                                       | Bulharsko                                        | c. 500 000                | [ 97 ]                                                  |
| Jugoslávci                                   | Srbsko další země Jugoslávie                     | 380 000 — 415 000         | [ 98 ]                                                  |
| Čechoslováci                                 | Česko a Slovensko                                | 335 000 — 350 000         | [ 99 ]                                                  |
| * Slované (američtí nebo kanadští Slované)   | —                                                | 140 000 — 200 000         | [ 100 ]                                                 |
| Muslimani                                    | Srbsko                                           | 100 000 — 140 000         | [ 101 ] [ 102 ]                                         |
| Lužičtí Srbové                               | Německo                                          | 65 000 — 85 000           | [ 103 ]                                                 |
| Gorani                                       | Srbsko / Kosovo                                  | 35 000 — 60 000           | [ 104 ]                                                 |
| Lipované                                     | Rumunsko                                         | c. 40 000                 | [ 105 ]                                                 |
| Bunjevci                                     | Srbsko                                           | c. 20 000                 | [ 106 ] [ 107 ]                                         |
| Torbeši                                      | Severní Makedonie a Albánie                      | 6 000 — 40 000            | [ 108 ]                                                 |
| Šokci                                        | Chorvatsko a Srbsko                              | c. 2 000                  | [ 109 ]                                                 |
| Goralé                                       | Polsko, Slovensko a Česko                        | ?                         | [ 110 ]                                                 |